# HMS Albion (1763)
Pour les autres navires du même nom, voir HMS Albion.
Le HMS Albion est un navire de ligne de troisième rang de 74 canons de classe Albion (en). Il sert dans la Royal Navy.
Lancé en 1763, il participe notamment à la bataille de la Grenade et à la bataille de la Martinique.